# Don Felder
Don Felder (Gainesville, 21 settembre 1947) è un chitarrista statunitense, noto principalmente per essere stato membro della band degli Eagles.

## Biografia

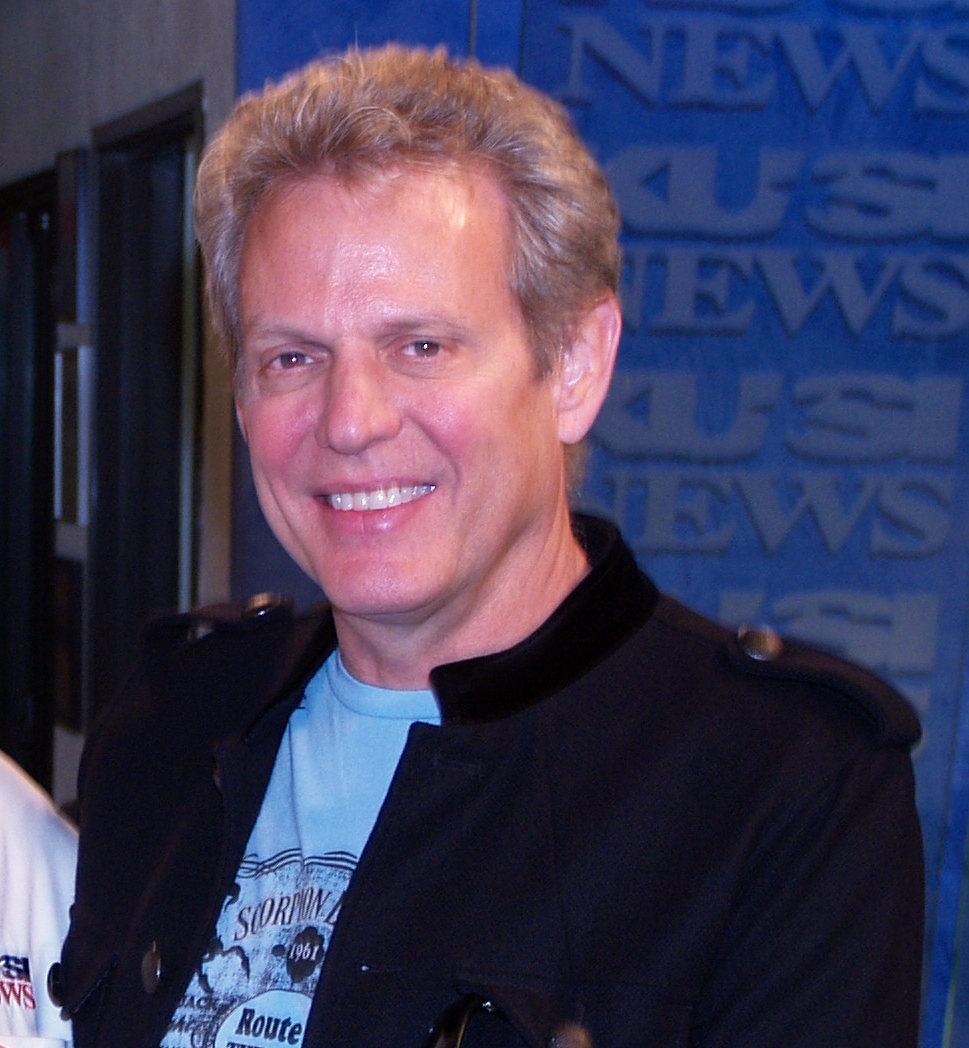
Don Felder

A quindici anni si unì al suo primo gruppo, The Continentals, di cui faceva parte anche Stephen Stills (dei futuri Crosby, Stills and Nash). Quando Stills lasciò la band fu sostituito da Bernie Leadon, e il gruppo cambiò nome in Maundy Quintet. Il gruppo ebbe vita breve, e allo scioglimento i suoi componenti presero strade diverse. Leadon andò a fondare gli Eagles, Felder si unì ai Flow.
Nel 1974 Felder raggiunse Leadon negli Eagles come secondo chitarrista. Felder fu un membro degli Eagles per venticinque anni, durante i quali compose in particolare la musica di Hotel California. Pare che lo stesso Felder fosse il padre della storia di quest'ultimo grande successo. Hotel California sarebbe la sintesi perfetta di un'esperienza vissuta realmente da Don Felder e la sua compagna. Il 6 febbraio 2001 venne licenziato. Felder ha impugnato il licenziamento facendo causa a Don Henley e Glenn Frey, che hanno risposto con una controquerela. L'8 maggio 2007 le parti sono pervenute ad un accordo extragiudiziale per un importo che non è stato rivelato. 
Dal 2005, Felder è stato in tournée con la sua band, la Don Felder Band.
In un'intervista del 2008 con Howard Stern, Felder ha affermato di rimanere amico degli ex membri degli Eagles, Bernie Leadon e Randy Meisner. Quando gli è stato chiesto se avesse ancora contatti con Glenn Frey e Don Henley, Felder ha dichiarato che le uniche risposte che riceve provengono dai rispettivi avvocati. Nello stesso anno ha pubblicato un'autobiografia che descrive in dettaglio la sua storia con gli Eagles, Heaven and Hell: My Life in the Eagles (1974-2001).
Quasi tre decenni dopo l'uscita di Airborne, il chitarrista pubblica il suo secondo album in studio Road to Forever che è stato pubblicato il 9 ottobre 2012, con il singolo Fall from the Grace of Love, singolo principale dell'album. La canzone comprendeva le voci del gruppo Crosby, Stills, Nash & Young. 
Nel 2013, durante il tour degli Eagles History of the Eagles Tour, in concomitanza con il loro documentario in due parti, Felder ha criticato il tour per essere incompleto, non partecipando al tour associato. Nel 2014 è stato in tournée con i gruppi rock Styx e Foreigner.

Nel 2016, il giorno dopo la morte di Glenn Frey, Felder ha dichiarato all'Associated Press di aver provato un "dolore incredibile" quando ha saputo della scomparsa di Frey. Egli commentò: 
()
.
Nel 2017, Felder è stato in tournée negli Stati Uniti con gli Styx e REO Speedwagon.
Nel 2019, Felder ha annunciato che avrebbe pubblicato il suo terzo album in studio, American Rock 'n' Roll, poi uscito il 5 aprile. L'album presenta musicisti come Sammy Hagar, Slash, Richie Sambora, Orianthi, Peter Frampton, Joe Satriani, Mick Fleetwood, Chad Smith, Bob Weir, David Paich, Steve Porcaro, Alex Lifeson e Jim Keltner. Felder partirà per un tour mondiale per promuovere il nuovo album. Il titolo dell'album fa riferimento ad artisti come Jimi Hendrix, Santana, The Doobie Brothers, U2, Bruce Springsteen, Red Hot Chili Peppers, Van Halen, Guns N' Roses e molti altri.

## Discografia

### Con gli Eagles

#### Album in studio
- 1974 - On the Border
- 1975 - One of These Nights
- 1976 - Hotel California
- 1979 - The Long Run

#### Raccolte
- 1976 - Their Greatest Hits (1971-1975)
- 1982 - Eagles Greatest Hits, Vol.2
- 1994 - The Very Best of the Eagles
- 2000 - Selected Works: 1972-1999
- 2003 - The Very Best Of

#### Live
- 1980 - Eagles Live
- 1994 - Hell Freezes Over
- 2009 - New Zealand Concert

### Da solista
- 1983 - Airborne
- 2012 - Road to Forever
- 2019 - American Rock 'n' Roll